# 石丸志門
石丸 志門（いしまる しもん、1967年9月5日 - ）は、日本の元タレント。

## 概要
中学校2年生であった1982年1月17日にオーディションで合格してジャニーズ事務所に入所。
少年隊のバックダンサーを行っていた。
ヤンヤン歌うスタジオにレギュラー出演していた。
1984年に放送の年ごろ家族に出演。
2004年に鬱病を発症した。当時は教材会社で営業の激務をしていたことから仕事が原因だと思っていたが、性被害が根底にあったと診断された。2023年8月の雑誌の取材の時点でも、寝るときに電気を消せば今でもつま先から触られている感触があって眠れないと語る。
ジャニーズ性加害問題当事者の会の副代表として活動している。2023年9月にSMILE-UP.に対して基金を設立して売上の3％を被害者救済に充てることを要求。この過程で石丸は金目当てと発言したことからジャニーズ性加害問題当事者の会からの脱会者が続出する。石丸にはSNSでの誹謗中傷が寄せられるようになる。内容は気持ち悪いから消えろや、金が欲しいからこのようなことをしているのだろうという批判。このことでさいたま市内の警察署に被害届を提出して受理される。
自身への補償額が1800万円だったことを納得できないと不服を申し立てる。逸失利益も考慮することを求める。
2024年2月に婚約したことが明らかになるが、その後解消した。